# Salamis (eiland)
Salamis (Katharevousa: Σαλαμίς), tegenwoordig Salamina (Grieks: Σαλαμίνα) genoemd, is een belangrijk Grieks eiland vlak voor de kust van Piraeus, bij Athene. Het behoort tot de Saronische Eilanden, en is hiervan het eiland dat het meest noordelijk en het dichtst bij Athene ligt. De hoofdstad is het gelijknamige Salamis.
Salamina is sedert 2011 een fusiegemeente (dimos), 96,161 ha groot, in de Griekse bestuurlijke regio (periferia) Attica.
De twee deelgemeenten (dimotiki enotita) van de fusiegemeente zijn:
- Ampelakia (Αμπελάκια)
- Salamina (Σαλαμίνα)

Het eiland is vooral bekend geworden vanwege de Slag van Salamis, die in 480 v.Chr. plaatsvond tussen de Perzen en de Grieken in de zeestraat tussen het eiland en het vasteland, die in een overwinning voor de Grieken resulteerde.
Volgens de overleveringen zou de tragediedichter Euripides op het eiland geboren zijn, en ook de Griekse held Ajax.